# Азаров, Игорь Вадимович
И́горь Вади́мович Аза́ров (род. 21 декабря 1962, Севастополь) — журналист, политический и общественный деятель Крыма. Депутат Евпаторийского горсовета (1990—1995).

## Биография
Родился в 1962 году в Севастополе. По образованию — историк.
В 1994 году — пресс-секретарь первого президента Крыма Юрия Мешкова, затем — помощник вице-спикера Виктора Межака.
Активно занимался журналистикой, автор и ведущий популярных в Крыму телепрограмм.
В 2001—2002 годах возглавлял Рескомитет АРК по информации.
В 2010—2014 гг. — главный редактор газеты «Крымское время»
Являлся ведущим автором-обозревателем мультимедийной службы новостей «Наша Держава».
С 2014 по 2017 год — главный редактор газеты Новый Крым.
В 2017—2019 гг. — редактор телерадиокопании ИКС, Севастополь
С 2019 г. — заведующий литературно-драматургической частью Севастопольского ТЮЗа..

## Общественная деятельность
Один из авторов Письма пятнадцати — обращения к председателю ВС АРК Владимиру Константинову с требованием проведения референдума о статусе Крыма. Депутат Евпаторийского горсовета (1990—1995).
В 1993 году входил в координационный совет блока Россия, созданного для поддержки на выборах президента Крыма Ю. Мешкова.
Являлся членом попечительского совета «Союза ревнителей памяти императора Николая II».
Предложил обратиться в Министерство иностранных дел РФ с пожеланием добиваться в ЮНЕСКО объявление 2018 года, годом Николая II

## Награды и премии
Ордена:
- Святой Анны 3-й степени (2012)[9]

Медали:
- Памятная медаль «Юбилей Всенародного подвига. 1613—2013»
- Памятная медаль «За оборону Крыма» от 5 сентября 2014 г.[10]
- Императорская медаль «В память 100-летия Великой войны 1914—1918 гг.»[11] вручена 29 марта 2016 г.[12]
- Медаль «Святой Страстотерпец Наследник Цесаревич Алексей Николаевич»,  от 29 сентября 2016 г.
- Медаль Московской областной организации Союза писателей России «В память 100-летия Великой войны», № 027 (Постановление Правления Московской областной организации Союза писателей России за № 13 от 11 июля 2016 года)[13].

## Избранные статьи
- Мой Грибоедов
- Севастополь. Братское кладбище
- 150 лет назад родился «отец русской демократии»
- Пуля для полпреда
- Россия: два царя
- Жанна д Арк и король умерший от голода
- Звезда и смерть Каспара Хаузера
- Гибель графа Бирманского
- Трагедия в Майерлинге
- Ваня, Вася и …Генрих Гиммлер
- Последний роман Йозефа Геббельса
- Очерки русофобской истории
- Оранжевый туман над нами проплывает

## Примечание
1. ↑  «Игорь Азаров: Мешков вернется доживать свой век в Москву». Дата обращения: 19 июля 2011. Архивировано 27 февраля 2015 года.
2. ↑  Виктор Межак. Осколки памяти. Дата обращения: 14 марта 2009. Архивировано из оригинала 11 октября 2007 года.
3. ↑  Валерий Горбатов. «Это для меня большой аванс» Архивировано 24 мая 2003 года.
4. ↑  Крымское время | Новости прессы | GAZETA-NV. Дата обращения: 17 января 2022. Архивировано 18 января 2022 года.
5. 1 2 3  Литературная газета. Дата обращения: 31 октября 2017. Архивировано 7 ноября 2017 года.
6. ↑  Руководитель литературно-драматической части. Дата обращения: 17 января 2022. Архивировано 18 января 2022 года.
7. ↑  АЗАРОВ ИГОРЬ ВАДИМОВИЧ. Дата обращения: 7 марта 2019. Архивировано 7 марта 2019 года.
8. ↑  НАША ДЕРЖАВА: Союз ревнителей Памяти Императора Николая II предлагает объявить 2018 год годом Николая II
9. ↑  Главред «Крымского времени» Азаров получил императорский орден Святой Анны. Дата обращения: 19 декабря 2012. Архивировано 4 марта 2016 года.
10. ↑  Главный редактор «Нашей Державы» награждён медалью «За оборону Крыма»
11. ↑  Российский Императорский Дом — Императорская медаль «В память 100-летия Великой войны 1914—1918 гг.»
12. ↑  Новости – Информационный портал Новый Крым (недоступная ссылка)
13. ↑  НАША ДЕРЖАВА: Крымчане награждены медалями Союза писателей России